# Громадянська платформа
Громадянська платформа (скорочено ГП або ПО (Платформа обивательська), пол. Platforma Obywatelska) — польська політична партія. Установчий з'їзд відбувся 24 січня 2001 року у Ґданську. Правоцентристська, ліберальна партія. Керівна сила в польському Сеймі та Сенаті. 2010 року кандидат від ПО Броніслав Коморовський був обраний президентом Польщі.

## Історія
Установчий з'їзд партії «Громадянська платформа» відбувся 24 січня 2001 року у Ґданську, у ньому взяли участь близько 4 тисяч делегатів. Лідерами новоствореної сили стали маршал (голова) Сейму Мацей Плажинський, один з лідерів «Унії Свободи» Дональд Туск і правоцентристський політик Анджей Олеховський, який поступився Александру Квасневському на президентських виборах 2000 року. Партія мала стати правоцентристським опонентом соціал-демократичного Союзу демократичної лівиці (SLD), який був найпопулярнішою політичною силою в Польщі на зламі 1990—2000-х років.
На виборах до сейму у вересні 2001 року блок партій ПО, "Виборча акція «Солідарність», «Унія Свободи», «Право і справедливість», «Рух відбудови Польщі» та низки інших посів друге місце (12,7 % голосів), значно поступившись лівоцентристському СЛД (41,04 %). Після створення цією силою більшості та уряду «Громадянська платформа» була в опозиції. 5 березня 2002 року окружний суд Варшави офіційно зареєстрував партію «Громадянська платформа Республіки Польщі» (пол. Platforma Obywatelska Rzeczypospolitej Polskiej), головою став Мацей Плажинський.
На місцевих виборах до сеймів воєводств, повітів і ґмін у жовтні 2002 року коаліція ПО і ПіС здобула у воєводствах 16,02 % (друге місце) і 97 мандатів у сеймах воєводств (189 мандатів здобула керівна СЛД, 101 — Самооборона Республіки Польща, 92 — Ліга польських сімей). Коаліція виграла вибори до сеймів двох південно-східних воєводств — Мазовецького та Підкарпатського.
2003 року змінився керівник партії — Мацей Плажинський вийшов із«Громадянської платформи», а новим головою став Дональд Туск. ГП виступала за вступ Польщі до Європейського Союзу, який відбувся 1 травня 2004 року. У червні 2004 року на виборах до Європарламенту «Громадянська платформа» отримала 24,10 % голосів виборців, посівши перше місце в Польщі. Це дозволило партії делегуват и 15 депутатів (з 54 усіх польських) до Європейського парламенту.
/
На парламентських виборах 2005 року партія здобула 24,14 %, поступившись Праву і справедливості (26,99 %) і перебувала в опозиції до коаліції партій Право і справедливість, Самооборона та Ліга польських родин.
За результатами позачергових парламентських виборів у 2007 році партія здобула перше місце (41,51 % голосів, 209 мандатів у 460-особовому Сеймі) і утворила панівну коаліцію з Польською селянською партією (8,91 %, 31 мандат). Ця коаліція збереглася також після парламентських виборів 2011 року.
2010 року кандидат від Платформи Броніслав Коморовський був обраний президентом Польщі.
В 2023 році партія здобула друге місце в виборах до сейму і утворила коаліцію разом Лівиця (Польща) i Третій шлях (Польща). 
В 2024 році в партійних правиборах переміг  Рафал Тшасковський який буде представляти партію підчас виборів президента Польщі

## Результати виборів

### Сейм
| Рік  | К-сть голосів | % голосів | Місце | Місць у Парламенті | Зміна   | Уряд     |
| ---- | ------------- | --------- | ----- | ------------------ | ------- | -------- |
| 2001 | 1,651,099     | 12.70 %   | № 2   | 65 / 460           | ------- | Опозиція |
| 2005 | 2,849,259     | 24.10 %   | № 2   | 133 / 460          | +68     | Опозиція |
| 2007 | 6,701,010     | 41.50 %   | № 1   | 209 / 460          | +76     | Коаліція |
| 2011 | 5,629,773     | 39.20 %   | № 1   | 207 / 460          | -2      | Коаліція |
| 2015 | 3,661,474     | 24.10 %   | № 2   | 138 / 460          | -69     | Опозиція |
| 2019 | 5,060,355     | 27.10 %   | № 2   | 119 / 460          | -19     | Опозиція |

### Сенат
| Рік  | Місць  | Зміна   | Уряд |
| ---- | ------ | ------- | ---- |
| 2001 | 2/100  | ------- | ні   |
| 2005 | 34/100 | +32     | ні   |
| 2007 | 60/100 | +26     | так  |
| 2011 | 63/100 | +3      | так  |
| 2015 | 34/100 | -29     | ні   |
| 2019 | 43/100 | +17     | ні   |

### Президент
| Рік  | Кандидат               | 1 тур                       | 2 тур                        | Результат |
| ---- | ---------------------- | --------------------------- | ---------------------------- | --------- |
| 2005 | Дональд Туск           | 5,429,666 гол. 36.30 % (#1) | 7,022,319 гол. 46.00 % (#2)  | Програш   |
| 2010 | Броніслав Коморовський | 6,981,319 гол. 41.50 % (#1) | 8,933,887 гол. 53.00 % (#1)  | Перемога  |
| 2015 | Броніслав Коморовський | 5,031,060 гол. 33.80 % (#2) | 8,112,311 гол. 48.50 % (#2)  | Програш   |
| 2020 | Рафал Тшасковський     | 5,917,340 гол. 30.46 % (#2) | 10,018,263 гол. 49.00 % (#2) | Програш   |
| 2025 | Рафал Тшасковський     | 6,147,797 гол. 31.36 % (#1) | 10,237,286 гол. 49.11 % (#2) | Програш   |